# Porphyrio mcnabi
Porphyrio mcnabi — вимерлий вид журавлеподібних птахів родини пастушкових (Rallidae). Вид був ендеміком острова Хуахіне на островах Товариства у Французькій Полінезії. Він відомий лише з субфосильних решток, знайдених на археологічній ділянці Фаахія. Ділянка датується 700-1200 роком нашої ери.

## Назва
Видовий епітет вшановує зоолога Браяна К. Макнаба, який досліджував еволюцію та фізіологічну екологію нелітаючих птахів, зокрема пастушків, на островах Тихого океану.

## Опис
Голотип включає майже повну праву стегнову кістку. Паратипи включають дистальну ліву стегнову кістку та ліву стегнову кістку без дистального кінця. Porphyrio mcnabi був маленькою султанкою. За розмірами вона була схожа на американську султанку (Porphyrio martinica) і також вимерлу Porphyrio paepae. Птах був більший за африканську султанку (Porphyrio alleni) та жовтодзьобу султанку (Porphyrio flavirostris), але менший за вимерлого північного такахе (Porphyrio mantelli), південного такахе (Porphyrio hochstetteri), пурпурову султанку (Porphyrio porphyrio) і вимерлого новокаледонського Porphyrio kukwiedei. Цілком ймовірно, що три стегнові кістки належать дорослій самиці, молодому самцю та ще одному молодому птаху. Через відсутність скелетних елементів літального апарата та плечового поясу неможливо остаточно визначити, чи був Porphyrio mcnabi здатний до польоту чи ні.